# Marco Emilio Lepido Porcina
Marco Emilio Lepido Porcina  (in latino Marcus Aemilius Lepidus Porcina; fl. II secolo a.C.) è stato un politico romano.

## Biografia
Nipote del console del 187 a.C. e probabilmente figlio di un tribuno militare durante la guerra del 190 a.C. contro Antioco il Grande, Marco Emilio fu eletto console nel 137 a.C. con Gaio Ostilio Mancino. Dopo le sconfitte subite da Mancino in Spagna e dopo che il Senato romano aveva rifiutato la pace già concordata con gli abitanti di Numanzia, Marco Emilio fu inviato a continuare la guerra; arrivato e visto che non aveva sufficienti forze per attaccare i numantini, mosse guerra contro i Vaccei, asserendo che avevano dato supporto ai nemici di Roma. Poiché era palese che era mosso solo dal fatto di potersi mettere in evidenza, il Senato romano, non appena fu informato, deliberò di inviare dei delegati per farlo desistere, dato che a Roma non si vedeva di buon occhio una nuova guerra, dopo i rovesci già subiti in Spagna. Lepido, però, aveva già iniziato la guerra ed aveva ottenuto l'aiuto di Decimo Giunio Bruto Callaico, uno dei più valenti generali dell'epoca, che era anche suo parente.
Dopo un rapido avanzamento in territorio nemico e dopo aver devastato le campagne, i due generali romani posero l'assedio a Pallantia, la capitale dei Vaccei, ma dopo breve tempo dovettero rimuoverlo, causa l'insufficienza dei rifornimenti. Inoltre, durante la ritirata, l'esercito romano fu pesantemente decimato; alla fine, al suo ritorno a Roma, Marco Emilio fu privato del comando e fu condannato a pagare una multa .
Lepido fu augure nel 125 a.C., quando fu convocato da Gneo Servilio Cepione e da Lucio Cassio Longino Ravilla, i due censori di quell'anno, per rendere conto della costruzione della sua magnifica casa.